# Лапшина, Елена Николаевна
Елена Николаевна Лапшина (род. 16 марта 1972, Родниковский район, Ивановская область) — российский государственный и политический деятель. Депутат Государственной Думы Федерального Собрания России V созыва.

## Биография
На VIII съезде «Единая Россия», который прошел 1 октября 2007 года в Москве, был избран высший совет партии. В его состав вошла ткачиха 5 разряда текстильного комбината города Родники Ивановской области Елена Лапшина. Лапшина стала одной из тех, кто обратился к Путину с просьбой возглавить предвыборный список партии с трибуны съезда, что он, в итоге, и сделал.
2 марта 2008 г. на выборах в Ивановскую Областную Думу пятого созыва избрана от «Единой России».

### Депутат госдумы
31 марта 2011 получила мандат депутата госдумы 5-го созыва, освободившийся после ухода Сергея Капкова на работу в Парк Горького.